# Izaak Mikołaj Isakowicz
Izaak Mikołaj Isakowicz zw. „Złotoustym” (ur. 6 czerwca 1824 w Łyścu, zm. 29 kwietnia 1901 we Lwowie) – arcybiskup lwowski obrządku ormiańskiego, społecznik, filantrop, pisarz, teolog, polski patriota.

## Życiorys

### Dzieciństwo i młodość
Pochodził ze szlacheckiej rodziny ormiańskiej, wywodzącej się z Siedmiogrodu i używającej przydomka „Haybab”. Syn Samuela i Rypsymy z d. Słowackiej, krewnej poety Juliusza Słowackiego. Po ukończeniu szkoły średniej w Stanisławowie w 1844 roku wstąpił do Seminarium Duchownego we Lwowie.

### Kapłaństwo
Wyświęcony w 1848 przez arcybiskupa ormiańskiego Samuela Stefanowicza dla ormiańskokatolickiej archidiecezji we Lwowie; wikary w Tyśmienicy od 1848 roku, wikary w Stanisławowie od 1849 r., kapelan-ekspozyt w Suczawie na Bukowinie od 1861 r., proboszcz i kustosz sanktuarium maryjnego w Stanisławowie od 1865 r., kanonik honorowy kapituły ormiańskiej we Lwowie od 1871 r., dziekan w Stanisławowie od 1877 roku, równolegle administrator w Tyśmienicy od 1881 r.
Dwukrotnie przeprowadził remont kościoła w Stanisławowie: raz jako wikary w latach 1855–1858, drugi raz jako proboszcz, po pożarze w 1868 r. Dbał bardzo o rozwój kultu obrazu Matki Bożej Łaskawej, znajdującego się w tamtejszym kościele ormiańskim; wyjednał w 1870 r. u papieża Piusa IX specjalny odpust dla sanktuarium. Pisarz katolicki, w latach 1856–1879 wydał kilkanaście pozycji książkowych, głównie z zakresu homiletyki. Najbardziej znane pozycje, jak np. „Ojcze nasz”, były wznawiane kilka razy. Bronił obrządku ormiańskiego przed likwidacją w słynnej broszurze Odprawa autorowi (Wiedeń 1861). Zaangażowany społecznie, w latach 1867–1882 radny miasta Stanisławowa, od 1869 r. prezes powiatowej ochronki dla chłopców w Stanisławowie i prezes miejskiej Kasy Oszczędnościowej, organizator ochronki dla dziewcząt i bursy dla uczniów szkół średnich. Wspierał finansowo wielu uczniów i studentów, w tym wybitnego malarza Teodora Axentowicza, który był jego siostrzeńcem.

#### Arcybiskupstwo
Po śmierci arcybiskupa Grzegorza Szymonowicza w 1875 r. był jednym z trzech kandydatów na nowego ordynariusza. Po śmierci arcybiskupa Grzegorza Józefa Romaszkana wybrany dużą przewagą głosów 12 stycznia 1882 r. przez duchowieństwo ormiańskie na arcybiskupa, mianowany 19 marca przez cesarza Franciszka Józefa I, prekonizowany 3 lipca przez papieża Leona XIII, konsekrowany 28 sierpnia 1882 przez biskupa krakowskiego Albina Dunajewskiego.

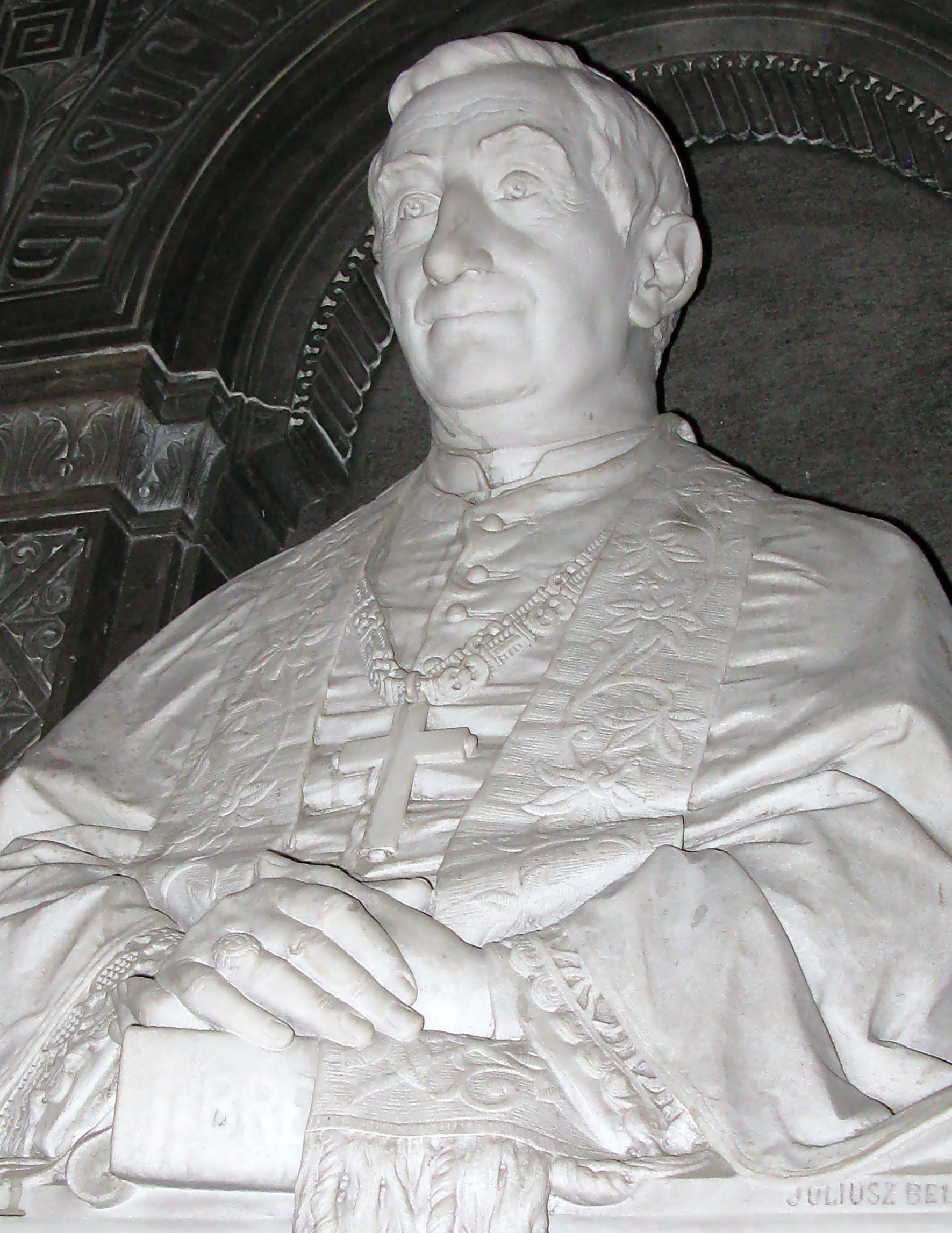
Popiersie arcybiskupa w ormiańskiej katedrze we Lwowie

Utworzył parafię w Suczawie w 1891 r., poświęcił kaplicę NMP Nieustającej Pomocy we Lwowie-Łyczakowie w 1897 r. Poszerzył szeregi duchowieństwa, przyjmując do archidiecezji ormiańskiej kapłanów łacińskich. Jest autorem kilkunastu listów pasterskich. Na jego prośbę Kongregacja Rozkrzewiania Wiary zreformowała w 1892 r. modlitwę brewiarzową duchowieństwa ormiańskiego i zatwierdziła w 1896 r. statuty kapituły ormiańskiej. Wybitny kaznodzieja, zwany „złotoustym”. Na prośbę swego przyjaciela, biskupa krakowskiego Albina Dunajewskiego, głosił kazania w czasie koronacji obrazów Matki Bożej w kościele Karmelitów na Piasku w Krakowie (w 1883 r.) i w Kalwarii Zebrzydowskiej (w 1886 r.). Na prośbę rządu krajowego i rady miejskiej święcił także 19 stycznia 1900 r. nowy gmach Politechniki Lwowskiej.

#### Działalność społeczna
Zaangażowany w sprawy społeczne, wspierał Towarzystwo Kółek Rolniczych we Lwowie, którego od 1894 r. był honorowym protektorem, a także dwie lwowskie instytucje wychowawcze: Internat Ruski księży zmartwychwstańców, kształcący młodzież ukraińską, oraz Bursę Ormiańską, zwaną Zakładem Naukowym im. dr. Józefa Torosiewicza. Protektor Towarzystwa Kółek Rolniczych we Lwowie (1914). Wspierał też działalność księdza społecznika Stanisława Stojałowskiego, którego bronił przed represjami. Wspierał także działalność społeczną i patriotyczną swoich przyjaciół: hr. Włodzimierza Dzieduszyckiego, marszałka krajowego Mikołaja Zyblikiewicza oraz pisarzy Wincentego Pola i Józefa Kraszewskiego. Przyjaźnił się też w arcybiskupem warszawskim, Zygmuntem Felińskim oraz z biskupem wileńskim, Karolem Hryniewieckim, wygnanymi ze swoich diecezji przez władze carskie. Utrzymywał przyjazne kontakty z Ukraińcami i gminami żydowskimi. Swój majątek jeszcze za życia przekazał na cele społeczne, w tym na ochronki dla dzieci w Łyścu i Stanisławowie. Honorowy obywatel dziewięciu miast, w tym Lwowa i Stanisławowa; w 1898 r. otrzymał honorowy doktorat Uniwersytetu Jagiellońskiego w Krakowie. Członek honorowy Towarzystwa Muzeum Narodowego Polskiego w Rapperswilu od 1894 roku.

### Śmierć

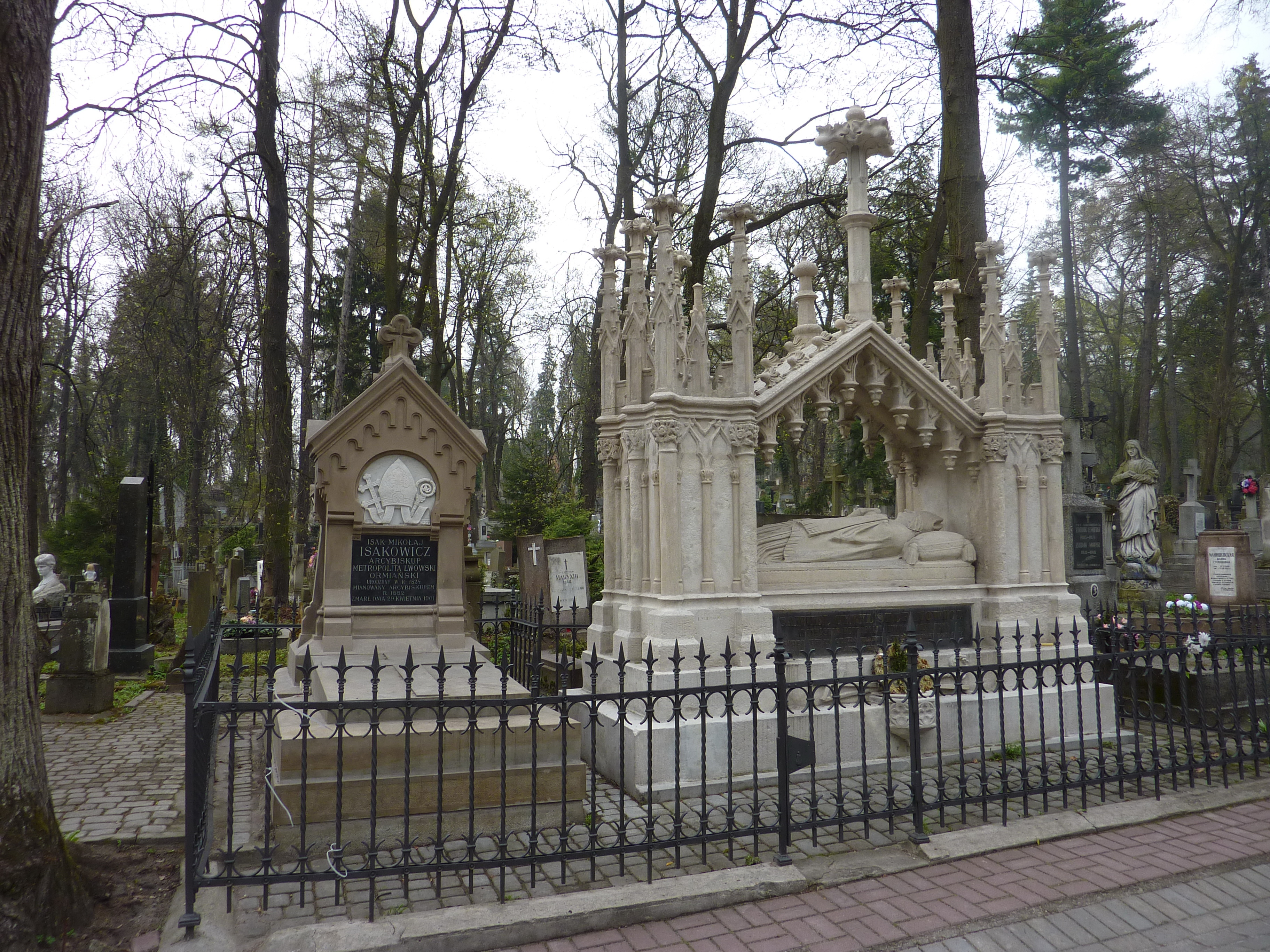
Grób Abpa Izaaka Isakowicza na Cmentarzu Łyczakowskim we Lwowie

Zmarł 29 kwietnia 1901 r. we Lwowie. Zgodnie z ostatnią wolą na pogrzebie zamiast kwiatów zbierano datki na polskie gimnazjum w Cieszynie, którego budowę Isakowicz wspierał od samego jej początku. Pochowany został na Cmentarzu Łyczakowskim, obok grobu arcybiskupa Stefanowicza. Jego nagrobek, wykonany przez Juliusza Bełtowskiego, w postaci kamiennej tablicy z infułą i pastorałem, zachował się wraz z napisami w języku polskim w dobrym stanie do dziś.

### Upamiętnienie

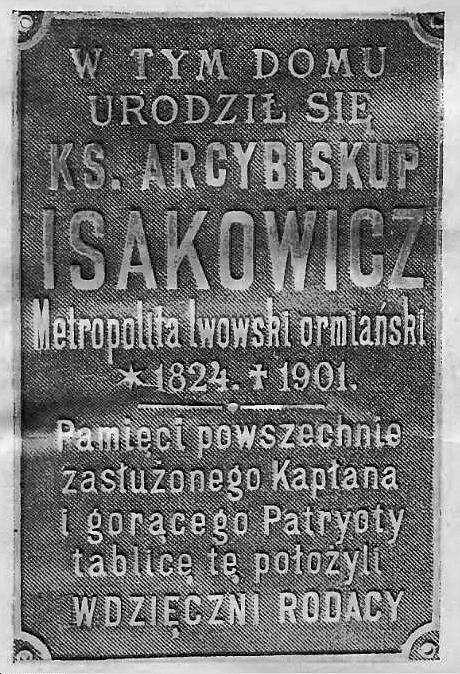
Tablica pamiątkowa na domu rodzinnym

Założony w 1868 staraniem członków wydziału powiatowego stanisławowskiego „Zakład powiatowy ochronki opuszczonych chłopców w Stanisławowie” otrzymał imię Arcybiskupa Izaaka Isakowicza.
W 1905 na fasadzie domu rodzinnym biskupa została ustanowiona tablica upamiętniająca jego osobę. W tym samym roku społeczeństwo galicyjskie ufundowało w katedrze ormiańskiej popiersie arcybiskupa, które z białego kanaryjskiego marmuru wykonał Juliusz Bełtowski.
Imię Izaaka Isakowicza nosiły we Lwowie do 1939 r. ulica i szkoła podstawowa. Tablica pamiątkowa w setną rocznicę jego śmierci wmurowana została 15 maja 2001 r. przez ks. kard. Franciszka Macharskiego w krużgankach klasztoru karmelitów w Krakowie. W tymże klasztorze znajduje się portret arcybiskupa ofiarowany w 1934 r. przez Władysławę Isakowicz. Drugi portret, pędzla Teodora Axentowicza, znajduje się obecnie we Lwowskiej Galerii Obrazów. W kurii krakowskiej zachował się zbiór 366 listów Isakowicza napisanych do ormiańskiej rodziny Krzysztofowiczów.
Z okazji setnej rocznicy śmierci arcybiskupa do Lwowa przybył Wielce Błogosławiony Nerses Bedros XIX, patriarcha Kościoła katolickiego obrządku ormiańskiego z Bejrutu, który 4 listopada 2001 r. modlił się przy grobowcu arcybiskupa Izaaka Mikołaja Isakowicza. W tym samym dniu za jego duszę patriarcha odprawił mszę św. w katedrze greckokatolickiej św. Jura oraz nabożeństwo żałobne w katedrze ormiańskiej. W tej intencji Patriarcha modlił się także w kościele ormiańskim w Stanisławowie, przekształconym obecnie w katedrę prawosławną. Trwają przygotowania do wmurowania pamiątkowej tablicy ku czci Izaaka Isakowicza w klasztorze bernardynów w Kalwarii Zebrzydowskiej.